# Thrasybule de Collytos
Pour les articles homonymes, voir Thrasybule.
Thrasybule (en grec ancien Θρασύϐουλος / Thrasýboulos) est un général athénien originaire du dème de Collytos, ennemi d’Alcibiade. 

## Histoire
Il est dit « fils de Thrason » ; en -403, il fait partie des exilés politiques qui reconquirent la cité d'Athènes et restaurèrent la démocratie. Il dirigea un régiment vers la côte thrace et subit une défaite en -387 dans l’Hellespont, pour laquelle il ne fut pas condamné. Fait partie des ambassadeurs qui discutent et rédigent le décret qui instaure la Seconde confédération athénienne en -377 ; 